# شارون وايت (ممثلة)
شارون وايت (بالإنجليزية: Sharon Wyatt)‏ هي ممثلة أمريكية، ولدت في 13 فبراير 1953 في لبنان في الولايات المتحدة.

## وصلات خارجية
- شارون وايت على موقع IMDb (الإنجليزية)
- شارون وايت على موقع قاعدة بيانات الفيلم (الإنجليزية)